# Kokolajnščak
Kokolajnščak je naselje v Občini Sveti Jurij ob Ščavnici.